# 藤が丘 (横浜市)
藤が丘（ふじがおか）は、神奈川県横浜市青葉区の地名、または東急田園都市線の藤が丘駅を中心とした地域。国道246号が通過する。現行行政地名は藤が丘一丁目及び藤が丘二丁目。住居表示未実施区域。

## 地理
東急田園都市線鷺沼駅 - 長津田駅間の開業とともに開発された土地区画整理事業のうち2番目に換地処分が完了した地域である。中央部を東急田園都市線が通り、藤が丘一丁目の中央を国道246号が貫通している。藤が丘一丁目は比較的平坦であるが、藤が丘二丁目は丘陵地である。

### 地価
住宅地の地価は、2023年（令和5年）1月1日の公示地価によれば、藤が丘一丁目25番23の地点で31万円/m²となっている。

## 歴史

### 地名の由来
1966年（昭和41年）、東急田園都市線「藤が丘駅」開通と同時に採用。付近に富士塚（富士信仰）があること、いたる所に野生の藤が茂り、春になると可憐な花が咲いて、人々のこの花に対する愛着がひとしおであることから名付けられた瑞祥地名。藤と富士のポートマントーである。

### 沿革
- 1966年（昭和41年）11月6日 - 土地区画整理事業（下谷本西八朔）[7]に伴い、下谷本町、上谷本町、西八朔町、北八朔町、恩田町の各一部より、横浜市港北区藤が丘（一丁目及び二丁目）を新設する[8]。
- 1968年（昭和43年）8月6日 - 土地区画整理事業（下谷本第二）[7]に伴い、下谷本町の一部を藤が丘（一丁目及び二丁目）に編入する[9]。
- 1969年（昭和44年）10月1日 - 港北区を再編し、緑区を新設。横浜市緑区藤が丘（一丁目及び二丁目）となる[10]。
- 1971年（昭和46年）1月15日 -  土地区画整理事業（上谷本第一）[7]に伴い、上谷本町、下谷本町の各一部を藤が丘（一丁目及び二丁目）に編入する[11]。
- 1974年（昭和49年）9月26日 - 土地区画整理事業（上谷本第二）[7]に伴い、上谷本町の一部を藤が丘（一丁目及び二丁目）に編入する[12]。
- 1994年（平成6年）11月6日 - 港北区と緑区を再編し、青葉区と都筑区を新設。横浜市青葉区藤が丘（一丁目及び二丁目）となる[13]。

### 町名の変遷
| 実施後       | 実施年月日              | 実施前（各町名ともその一部）                 |
| ------------ | ----------------------- | -------------------------------------------- |
| 藤が丘一丁目 | 1966年(昭和41年)11月6日 | 下谷本町、上谷本町の各一部                   |
| 藤が丘二丁目 | 1966年(昭和41年)11月6日 | 下谷本町、西八朔町、北八朔町、恩田町の各一部 |

## 世帯数と人口
2025年（令和7年）6月30日現在（横浜市発表）の世帯数と人口は以下の通りである。
| 丁目         | 世帯数    | 人口     |
| ------------ | --------- | -------- |
| 藤が丘一丁目 | 3,904世帯 | 7,693人  |
| 藤が丘二丁目 | 3,930世帯 | 8,007人  |
| 計           | 7,834世帯 | 15,700人 |

### 人口の変遷
国勢調査による人口の推移。
| 年                 | 人口   |
| ------------------ | ------ |
| 1995年（平成7年）  | 13,269 |
| 2000年（平成12年） | 12,942 |
| 2005年（平成17年） | 14,831 |
| 2010年（平成22年） | 14,912 |
| 2015年（平成27年） | 15,952 |
| 2020年（令和2年）  | 16,125 |

### 世帯数の変遷
国勢調査による世帯数の推移。
| 年                 | 世帯数 |
| ------------------ | ------ |
| 1995年（平成7年）  | 5,453  |
| 2000年（平成12年） | 5,418  |
| 2005年（平成17年） | 6,252  |
| 2010年（平成22年） | 6,548  |
| 2015年（平成27年） | 7,179  |
| 2020年（令和2年）  | 7,615  |

## 学区
市立小・中学校に通う場合、学区は以下の通りとなる（2024年11月時点）。
| 丁目         | 番地       | 小学校                 | 中学校                 |
| ------------ | ---------- | ---------------------- | ---------------------- |
| 藤が丘一丁目 | 1〜15番地  | 横浜市立もえぎ野小学校 | 横浜市立もえぎ野中学校 |
| 藤が丘一丁目 | 16番地以降 | 横浜市立谷本小学校     | 横浜市立谷本中学校     |
| 藤が丘二丁目 | 全域       | 横浜市立藤が丘小学校   | 横浜市立谷本中学校     |

## 事業所
2021年（令和3年）現在の経済センサス調査による事業所数と従業員数は以下の通りである。
| 丁目         | 事業所数  | 従業員数 |
| ------------ | --------- | -------- |
| 藤が丘一丁目 | 188事業所 | 3,685人  |
| 藤が丘二丁目 | 176事業所 | 1,824人  |
| 計           | 364事業所 | 5,509人  |

### 事業者数の変遷
経済センサスによる事業所数の推移。
| 年                 | 事業者数 |
| ------------------ | -------- |
| 2016年（平成28年） | 332      |
| 2021年（令和3年）  | 364      |

### 従業員数の変遷
経済センサスによる従業員数の推移。
| 年                 | 従業員数 |
| ------------------ | -------- |
| 2016年（平成28年） | 5,148    |
| 2021年（令和3年）  | 5,509    |

## 周辺施設
- 藤が丘駅 (神奈川県)
- 昭和医科大学藤が丘病院
- 青葉警察署 藤が丘駅前交番
- 藤が丘公園
- 藤が丘駅前公園
- 藤が丘第二公園
- 藤が丘第三公園
- 藤が丘第四公園
- 藤が丘第五公園
- 藤が丘第六公園
- 藤が丘第七公園
- 藤が丘二丁目公園
- 藤が丘二丁目第二公園

## その他

### 日本郵便
- 郵便番号 : 227-0043[3]（集配局：青葉郵便局[23]）

### 警察
町内の警察の管轄区域は以下の通りである。
| 丁目         | 番・番地等 | 警察署     | 交番・駐在所   |
| ------------ | ---------- | ---------- | -------------- |
| 藤が丘一丁目 | 全域       | 青葉警察署 | 藤が丘駅前交番 |
| 藤が丘二丁目 | 全域       | 青葉警察署 | 藤が丘駅前交番 |